# Qianfan
Qianfan (chin. 千帆星座 „Tausend Segel“, offizielle englischsprachige Bezeichnung Spacesail Constellation, auch als G60 Starlink bekannt) ist ein chinesisches Satellitennetzwerk für Breitband-Internetzugang, das sich seit 2024 im Aufbau befindet. Es soll das chinesische Pendant zum Starlink-Satellitennetzwerk von SpaceX werden. Federführend für den Betrieb ist das Unternehmen Shanghai Spacecom Satellite Technology (kurz: SSST). Das ehrgeizige Ziel ist laut SSST, bis 2030 insgesamt 13.904 Satelliten zu starten.

## Geschichte
Im Februar 2023 gab SSST bekannt, dass 6,7 Milliarden Yuan an Finanzmitteln eingeworben wurden. Im November 2023 gab die Stadtverwaltung von Shanghai das Ziel aus, jährlich 50 kommerzielle Raketen mit Qianfan-Satelliten zu starten. Bis 2025 sollten insgesamt 600 der Satelliten ins All gebracht werden.  Am 6. August 2024 wurden die ersten 18 Satelliten mit einer Rakete vom Typ CZ-6A in den Orbit transportiert.
SSST unterzeichnete eine Absichtserklärung mit der staatlichen brasilianischen Telekommunikationsgesellschaft Telecomunicações Brasileiras (TELEBRAS) während des Staatsbesuchs des chinesischen Präsidenten Xi Jinping im Rahmen des G20-Gipfels in Rio de Janeiro 2024, Qianfan als exklusives Internet-Satellitensystem einzuführen.

## Technik
Die Satelliten umkreisen die Erde in Umlaufbahnen von etwa 800 bis 1100 km Höhe und 89° Neigung. Ende 2024 befanden sich 54 Qianfan-Satelliten im Erdorbit. Die Satelliten sollen im Ku-, Q- und V-Band arbeiten.

## Liste der Satellitenstarts
| Datum (UTC)   | Rakete | Startplatz | Nutzlast   | Anzahl Satelliten | COSPAR-IDs  |
| 2024          | 2024   | 2024       | 2024       | 2024              | 2024        |
| ------------- | ------ | ---------- | ---------- | ----------------- | ----------- |
| 6. Aug. 2024  | CZ-6A  | Taiyuan    | Qianfan 01 | 18                | 2024-140A–T |
| 15. Okt. 2024 | CZ-6A  | Taiyuan    | Qianfan 02 | 18                | 2024-185A–T |
| 5. Dez. 2024  | CZ-6A  | Taiyuan    | Qianfan 03 | 18                | 2024-232B–U |
| 2025          |        |            |            |                   |             |
| 23. Jan. 2025 | CZ-6A  | Taiyuan    | Qianfan 06 | 18                | 2025-016A–T |
| 11. März 2025 | CZ-8   | Hainan     | Qianfan 05 | 18                | 2025-046A–T |